# Nintendo DS Browser

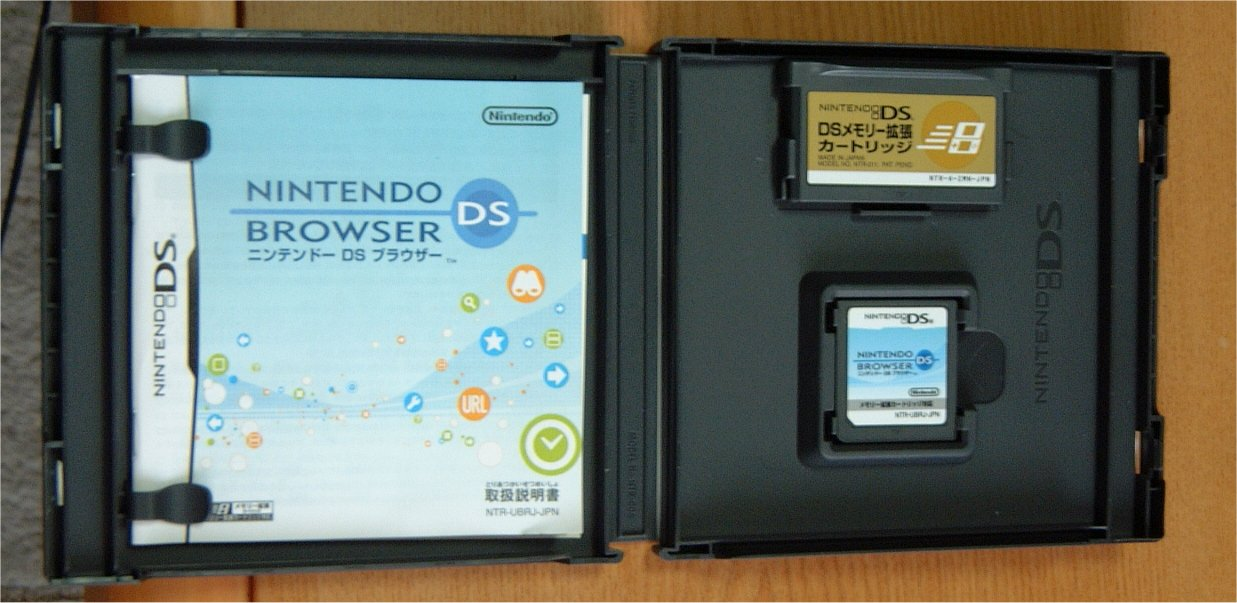
Verpackung mit Cartridge (rechts unten)

Der Nintendo DS Browser ist eine an das Nintendo DS angepasste Version des Webbrowsers Opera. Mit diesem kostenpflichtigen Programm ist es möglich, das Internet mit der Wireless-LAN-Fähigkeit des Nintendo DS zu nutzen. Allerdings werden weder Flash noch Java-Inhalte unterstützt. Da der interne Speicher des Nintendo DS mit 4 Megabyte zum Herunterladen von Internetseiten nicht ausreicht, wird dem Browser ein sogenanntes „Memory Expansion Pak“ beigelegt, welches den Speicher des Systems um 8 Megabyte erweitert.
Der Browser erschien in Japan am 24. Juli 2006, in Europa am 6. Oktober 2006 und am 8. Juni 2007 in den USA.
Es gibt eine Version für den normalen Nintendo DS und für den Nintendo DS Lite, die sich in der Bauform des „Memory Expansion Pak“ unterscheiden. Die Version des Browser ist gemäß User-Agent String 8.5.
Für den Nintendo DSi ist der Browser unter dem Namen „Nintendo DS Browser“ kostenlos im DSi-Shop erhältlich, ein „Memory Expansion Pak“ ist nicht erforderlich. Jedoch kann der Browser und andere Inhalte seit dem 31. März 2017 nicht mehr im Nintendo DSi Shop heruntergeladen werden. Die Version für den DSi verwendet die Opera Presto 9.5 engine. Auf dem Nintendo 3DS ist ein Browser bereits im Betriebssystem integriert, jedoch handelt es sich hierbei nicht mehr um einen Opera-Browser, sondern um den NetFront-Browser von Access, welcher speziell für mobile Geräte entwickelt wurde.